# Tulipa tetraphylla
Tulipa tetraphylla là một loài thực vật có hoa trong họ Liliaceae. Loài này được Regel miêu tả khoa học đầu tiên năm 1875.